# Vidstrup
Vidstrup is een plaats in de Deense regio Noord-Jutland, gemeente Hjørring. De plaats telt 207 inwoners (2008).